# Pallacanestro Varese 2013-2014
Questa voce raccoglie le informazioni riguardanti la Pallacanestro Varese nelle competizioni ufficiali della stagione 2013-2014.

## Stagione
La stagione 2013-2014 della Pallacanestro Varese, sponsorizzata Cimberio, è la 65ª nel massimo campionato italiano di pallacanestro. Partecipa, inoltre, alla Supercoppa, all'Eurolega e all'Eurocup.
Si parte con la riconferma di Dušan Šakota, Erik Rush, Andrea De Nicolao, Ebi Ere e Achille Polonara, mentre rispetto alla scorsa stagione non ci sono più Bryant Dunston andato a giocare in Grecia, Mike Green, andato in Russia, Bruno Cerella trasferitosi all'Olimpia Milano, Janar Talts tornato in patria, Adrian Banks tornato in Israele e Dejan Ivanov andato a giocare in Spagna. Cambiata anche la guida tecnica della squadra: Fabrizio Frates sostituisce Frank Vitucci, tornato ad allenare la Scandone Avellino.

I volti nuovi sono il centro serbo Marko Šćekić, la guardia Aubrey Coleman e il centro Frank Hassell entrambi statunitensi e il playmaker Keydren Clark, statunitense anch'egli, ma con passaporto bulgaro.

### Precampionato
La stagione parte ufficialmente il 19 agosto quando, dopo aver effettuato le visite mediche nella mattinata, la squadra si ritrova nel pomeriggio al PalaWhirlpool per iniziare gli allenamenti. Il 28 agosto la squadra si trasferisce a Chiesa in Valmalenco.
Il primo incontro di pre-season viene disputato a Bormio il 4 settembre contro il Galatasaray che viene battuto all'overtime 93-86, mentre l'8 settembre, sempre nella località valtellinese, viene sconfitta dalla Mens Sana Siena 92-80.

Rientrata a Varese, l'11 settembre batte la Brescia 107-67 in un incontro valido per il 3º Memorial Fabio Porta tenutosi a Gorla Maggiore.

Il 13 e 14 settembre partecipa a Jesolo al 1º Trofeo Internazionale Città di Jesolo: la prima semifinale ha visto prevalere la Virtus Bologna sui croati del Cibona Zagabria 92-85, mentre nell'altro incontro la Pall. Varese è stata sconfitta dalla Reyer Venezia 84-92 che si aggiudica il torneo sconfiggendo nella finale la squadra emiliana 91-72 (la finalina ha visto la vittoria di Varese sulla squadra croata 86-74).

Il 14 settembre la società comunica di aver raggiunto un accordo annuale con il giocatore Nicola Mei, già aggregato al roster durante la pre-season.

Il 18 settembre viene sconfitta 82-72 dalla Vanoli Cremona in una amichevole giocata a Cremona.
Il 21 e 22 settembre partecipa ad Olbia, in Sardegna, al 1º Torneo Internazionale Geovillage dove è battuta dalla Dinamo Sassari 98-81 in semifinale, e, nella finalina, dalla Mens Sana Siena 83-75 che, a sua volta, era stato battuto dal Galatasaray 73-63. Si aggiudica il torneo la squadra di casa che ha battuto i turchi 79-75.

Il 24 settembre la squadra viene presentata ufficialmente.

Il 25 settembre vince una amichevole disputata a Casale Monferrato contro la Junior Casale 76-73.

### Serie A
Il 25 febbraio viene esonerato Fabrizio Frates e, contemporaneamente, viene promosso capo-allenatore Stefano Bizzozi.

### Eurolega ed Eurocup
Il primo appuntamento ufficiale della stagione è stato il 1º ottobre a Vilnius per il Qualifying Round di Eurolega dove è stata eliminata al primo turno dall'EWE Oldenburg.

Il sorteggio per la composizione dei gironi di Eurocup si è svolto il 5 ottobre a Barcellona.
La prima fase della competizione si è svolta dal 15 ottobre al 18 dicembre e la Pall. Varese è stata inserita nel Gruppo C così composto:
- Valencia
- Olimpija Lubiana

- Pall. Varese
- ASVEL

- Ulma
- Paris-Levallois

Le prime tre classificate si qualificano al turno successivo: le Last 32.

L'esordio è avvenuto il 16 ottobre in Slovenia contro l'Olimpija Lubiana.

La Pall. Varese, vincendo solamente due incontri, si classifica al 6º e ultimo posto venendo eliminata dalla competizione.

### Supercoppa
L'8 ottobre viene sconfitta dalla Mens Sana Siena 88-61 nella finale di Supercoppa italiana.

## Organigramma societario
Staff dell'area tecnica
- Allenatore: Stefano Bizzozi (dal 25 febbraio)
- Allenatore: Fabrizio Frates (fino al 25 febbraio)
- Vice-allenatore: Stefano Bizzozi (fino al 25 febbraio)
- Assistente: Matteo Jemoli
- Preparatore Atletico: Marco Armenise
- Staff Medico: Ambrogio Bianchini
- Staff Medico: Marco Conti
- Staff Medico: Stefano Sella
- Staff Medico: Daniele Marcolli
- Consulente Ortopedico: Paolo Cherubino
- Fisioterapista: Mauro Bianchi
- Osteopata: Angelo Vetralla

Area dirigenziale
- Presidente: Francesco Vescovi
- Presidente Consorzio Varese nel Cuore: Michele Lo Nero
- Direttore Sportivo: Simone Giofrè
- Team Manager: Massimo Ferraiuolo
- Area Sportiva e Organizzativa: Mario Oioli
- Responsabile Marketing: Luna Tovaglieri
- Ufficio Stampa: Davide Miniazzi
- Consulente Marketing: Gianmaria Vacirca
- Responsabile Logistica: Raffaella Demattè
- Resp.le Biglietteria e Amministrazione: Sara Patitucci
- Responsabile sito Internet: Andrea Marella
- Responsabile statistiche Lega: Paolo Salmini
- Centralino: Gianluigi D'Agostino
- Resp.le Settore Giovanile: Bruno Bianchi
- Resp.le Tecnico Settore Giovanile: Andrea Meneghin
- Segreteria Settore Giovanile: Aldo Monti
- Responsabile Minibasket: Marina Parma

## Roster
|}

## Mercato
| Arrivi | Arrivi         | Arrivi         | Arrivi     |
| R      | Nome           | da             | Modalità   |
| ------ | -------------- | -------------- | ---------- |
| G      | Aubrey Coleman | Cholet         | definitivo |
| P      | Keydren Clark  | Reyer Venezia  | definitivo |
| C      | Marko Šćekić   | Pall. Cantù    | definitivo |
| C      | Frank Hassell  | Hapoel Holon   | definitivo |
| G      | Nicola Mei     | Perugia Basket | definitivo |

| Partenze | Partenze         | Partenze           | Partenze       |
| R        | Nome             | a                  | Modalità       |
| -------- | ---------------- | ------------------ | -------------- |
| C        | Bryant Dunston   | Olympiakos         | fine contratto |
| P        | Mike Green       | Chimki             | fine contratto |
| AP       | Bruno Cerella    | Olimpia Milano     | fine contratto |
| C        | Janar Talts      | Tartu Ülikooli     | fine contratto |
| G        | Adrian Banks     | Hap. Gilboa G.E.   | fine contratto |
| C        | Dejan Ivanov     | Estudiantes        | fine contratto |
| G        | Nicola Bertoglio | Sangiorgese Basket | prestito       |

## Risultati

### Serie A

#### Regular season

##### Girone di andata
| Arbitri: | Dario Morelli (Brindisi) Paolo Taurino (Vignola) Guerrino Cerebuch (Trieste) |

|                                        |            |                            |
| Ere 25 Polonara 13 Coleman, Hassell 11 | Punti      | 10 White, Bell, Cinciarini |
| Polonara 4                             | Assist     | 3 White                    |
| Polonara 8                             | Rimbalzi   | 12 White                   |
| Fabrizio Frates                        | Allenatori | Massimiliano Menetti       |

| Arbitri: | Enrico Sabetta (Termoli) Gianluca Mattioli (Pesaro) Fabrizio Paglialunga (Taranto) |

|                                                                        |            |                                                                     |
| Samardo Samuels 21 Keith Langford 19 Alessandro Gentile, David Moss 12 | Punti      | 26 Achille Polonara 13 Aubrey Coleman 10 Andrea De Nicolao, Ebi Ere |
| Keith Langford 3                                                       | Assist     | 5 Andrea De Nicolao                                                 |
| Samardo Samuels 11                                                     | Rimbalzi   | 8 Franklin Hassell                                                  |
| Luca Banchi                                                            | Allenatori | Fabrizio Frates                                                     |

| Arbitri: | Roberto Begnis (Crema) Gianluca Calbucci Saverio Lanzarini (Bologna) |

|                                                  |            |                                               |
| Ebi Ere 21 Franklin Hassell 18 Aubrey Coleman 13 | Punti      | 17 Hrvoje Perić 16 Andre Smith 12 Luca Vitali |
| Achille Polonara 8                               | Assist     | 3 Jacopo Giachetti                            |
| Franklin Hassell 13                              | Rimbalzi   | 6 Andre Smith                                 |
| Fabrizio Frates                                  | Allenatori | Andrea Mazzon                                 |

| Arbitri: | Enrico Sabetta (Termoli) Mark Bartoli (Trieste) Gianluca Mattioli (Pesaro) |

|                                                         |            |                                                   |
| Keydren Clark 20 Andrea De Nicolao, Achille Polonara 15 | Punti      | 17 Will Thomas 12 Kalojyan Ivanov 10 Jarvis Hayes |
| Keydren Clark 7                                         | Assist     | 4 Jaka Lakovič, Valerio Spinelli, Kalojan Ivanov  |
| Franklin Hassell 9                                      | Rimbalzi   | 7 Kalojan Ivanov                                  |
| Fabrizio Frates                                         | Allenatori | Francesco Vitucci                                 |

| Arbitri: | Alessandro Vicino (Argelato) Gianluca Sardella (Rimini) Michele Rossi (Anghiari) |

|                                               |            |                                                   |
| Caleb Green 45 Omar Thomas 15 Drake Diener 14 | Punti      | 15 Andrea De Nicolao, Ebi Ere 12 Franklin Hassell |
| Travis Diener 10                              | Assist     | 7 Andrea De Nicolao                               |
| Omar Thomas 7                                 | Rimbalzi   | 10 Ebi Ere                                        |
| Romeo Sacchetti                               | Allenatori | Fabrizio Frates                                   |

| Arbitri: | Lorenzo Baldini (Firenze) Carmelo Paternicò (Piazza Armerina) Fabrizio Paglialunga (Taranto) |

|                                                |            |                                                                |
| Franklin Hassell 21 Ebi Ere 20 Dušan Šakota 17 | Punti      | 17 Miroslav Todić 12 Alade Aminu 11 Delroy James, Jerome Dyson |
| Andrea De Nicolao, Keydren Clark 3             | Assist     | 7 Jerome Dyson                                                 |
| Franklin Hassell 10                            | Rimbalzi   | 8 Alade Aminu, Delroy James                                    |
| Fabrizio Frates                                | Allenatori | Piero Bucchi                                                   |

| Arbitri: | Enrico Sabetta (Termoli) Dino Seghetti (Livorno) Evangelista Caiazza (Arzano) |

|                                                     |            |                                               |
| Daniele Cinciarini 21 Mardy Collins 17 Josh Mayo 15 | Punti      | 26 Keydren Clark 16 Aubrey Coleman 13 Ebi Ere |
| Daniele Cinciarini, Mardy Collins 4                 | Assist     | 4 Achille Polonara                            |
| Željko Šakić 7                                      | Rimbalzi   | 8 Franklin Hassell                            |
| Carlo Recalcati                                     | Allenatori | Fabrizio Frates                               |

| Arbitri: | Roberto Begnis (Crema) Mark Bartoli (Trieste) Denny Borgioni (Roma) |

|                               |            |                                |
| Banks 24 Clark 15 Polonara 14 | Punti      | 18 Turner 17 Pecile 14 Anosike |
| Clark 6                       | Assist     | 4 Trasolini                    |
| Polonara 7                    | Rimbalzi   | 14 Anosike                     |
| Fabrizio Frates               | Allenatori | Sandro Dell'Agnello            |

| Arbitri: | Paolo Taurino (Vignola) Alessandro Martolini (Roma) Nicola Ranaudo |

|                                                      |            |                                                      |
| Deron Washington 21 Kyle Gibson 20 JaJuan Johnson 19 | Punti      | 17 Achille Polonara 16 Adrian Banks 10 Keydren Clark |
| Kyle Gibson 6                                        | Assist     | 2 Andrea De Nicolao, Ebi Ere, Keydren Clark          |
| Deron Washington 8                                   | Rimbalzi   | 8 Franklin Hassell                                   |
| Paolo Moretti                                        | Allenatori | Fabrizio Frates                                      |

| Arbitri: | Saverio Lanzarini (Bologna) Lorenzo Baldini (Firenze) Michele Rossi (Anghiari) |

|                                             |            |                                                 |
| Keydren Clark 16 Ebi Ere 15 Adrian Banks 14 | Punti      | 19 Pietro Aradori 16 Marco Cusin 14 Joe Ragland |
| Keydren Clark 5                             | Assist     | 5 Joe Ragland                                   |
| Franklin Hassell 7                          | Rimbalzi   | 6 Pietro Aradori, Marco Cusin                   |
| Fabrizio Frates                             | Allenatori | Stefano Sacripanti                              |

| Arbitri: | Gianluca Mattioli (Pesaro) Gianluca Sardella (Rimini) Luca Weidmann (Campobasso) |

|                                                      |            |                                             |
| Cameroon Moore 27 Stefhon Hannah 18 Chris Roberts 14 | Punti      | 21 Adrian Banks 17 Ebi Ere 15 Keydren Clark |
| Stefhon Hannah 8                                     | Assist     | 4 Ebi Ere                                   |
| Cameron Moore 15                                     | Rimbalzi   | 5 Adrian Banks                              |
| Emanuele Molin                                       | Allenatori | Fabrizio Frates                             |

| Arbitri: | Carmelo Lo Guzzo (Pisa) Luigi Lamonica (Roseto degli Abruzzi) Dario Morelli (Brindisi) |

|                                                          |            |                                                |
| Keydren Clark 34 Achille Polonara 17 Franklin Hassell 14 | Punti      | 24 Dwight Hardy 17 Matt Walsh 14 Jerome Jordan |
| Keydren Clark 6                                          | Assist     | 7 Matt Walsh                                   |
| Franklin Hassell 9                                       | Rimbalzi   | 8 Matt Walsh                                   |
| Fabrizio Frates                                          | Allenatori | Luca Bechi                                     |

| Arbitri: | Michele Rossi (Anghiari) Gianluca Mattioli (Pesaro) Roberto Chiari (Ponzano Veneto) |

|                                               |            |                                                |
| Jason Rich, Curtis Kelly 23 Jarrius Jackson 7 | Punti      | 25 Dušan Šakota 13 Adrian Banks, Keydren Clark |
| Jason Rich 4                                  | Assist     | 4 Keydren Clark, Andrea De Nicolao             |
| Jason Rich 8                                  | Rimbalzi   | 10 Marko Šćekić                                |
| Cesare Pancotto                               | Allenatori | Fabrizio Frates                                |

| Arbitri: | Paolo Taurino (Vignola) Mark Bartoli (Trieste) Gianluca Sardella (Rimini) |

|                                                    |            |                                                               |
| Marquez Haynes 24 Othello Hunter 17 Josh Carter 11 | Punti      | 24 Adrian Banks 19 Keydren Clark 12 Ebi Ere, Achille Polonara |
| Marquez Haynes 6                                   | Assist     | 4 Keydren Clark                                               |
| Othello Hunter 8                                   | Rimbalzi   | 7 Achille Polonara                                            |
| Marco Crespi                                       | Allenatori | Fabrizio Frates                                               |

| Arbitri: | Saverio Lanzarini (Bologna) Luca Weidmann (Campobasso) Michele Rossi (Anghiari) |

|                                                              |            |                                                   |
| Adrian Banks 16 Achille Polonara 14 Dušan Šakota 13          | Punti      | 22 Jimmy Baron 19 Jordan Taylor 17 Quinton Hosley |
| Andrea De Nicolao 5                                          | Assist     | 3 Phil Goss                                       |
| Marko Šćekić, Andrea De Nicolao, Ebi Ere, Achille Polonara 4 | Rimbalzi   | 6 Trevor Mbakwe, Bobby Jones                      |
| Fabrizio Frates                                              | Allenatori | Luca Dalmonte                                     |

##### Girone di ritorno
| Arbitri: | Lorenzo Baldini (Firenze) Roberto Chiari (Ponzano Veneto) Evangelista Caiazza (Arzano) |

|                                                               |            |                                                      |
| Greg Brunner 16 James White 12 Troy Bell, Andrea Cinciarini 9 | Punti      | 22 Keydren Clark 12 Franklin Hassell 10 Dušan Šakota |
| Andrea Cinciarini 10                                          | Assist     | 5 Keydren Clark                                      |
| Troy Bell 6                                                   | Rimbalzi   | 7 Franklin Hassell                                   |
| Massimiliano Menetti                                          | Allenatori | Fabrizio Frates                                      |

| Arbitri: | Guerrino Cerebuch (Trieste) Gianluca Sardella (Pesaro) Denny Borgioni (Roma) |

|                                                      |            |                                                   |
| Adrian Banks 20 Achille Polonara 14 Keydren Clark 12 | Punti      | 16 Keith Langford 11 Nicolò Melli, Daniel Hackett |
| Ebi Ere 3                                            | Assist     | 3 Keith Langford, Alessandro Gentile              |
| Linton Johnson, Ebi Ere 6                            | Rimbalzi   | 8 Daniel Hackett                                  |
| Fabrizio Frates                                      | Allenatori | Luca Banchi                                       |

| Arbitri: | Luigi Lamonica (Roseto degli Abruzzi) Luca Weidmann (Campobasso) Dino Seghetti (Livorno) |

|                                                  |            |                                             |
| Donell Taylor 22 Guido Rosselli, Nate Linhart 16 | Punti      | 25 Adrian Banks 18 Ebi Ere 17 Keydren Clark |
| Andre Smith, Nate Linhart 3                      | Assist     | 4 Linton Johnson                            |
| Nate Linhart 10                                  | Rimbalzi   | 6 Linton Johnson                            |
| Zare Markovski                                   | Allenatori | Fabrizio Frates                             |

| Arbitri: | Gianluca Mattioli (Pesaro) Maurizio Biggi (Castel San Giovanni) Denis Quarta (Torino) |

|                                                       |            |                                             |
| Kalojan Ivanov 22 Daniele Cavaliero 21 Will Thomas 17 | Punti      | 14 Dušan Šakota 12 Keydren Clark            |
| Daniele Cavaliero 5                                   | Assist     | 2 Dušan Šakota, Adrian Banks, Keydren Clark |
| Kalojan Ivanov 13                                     | Rimbalzi   | 12 Linton Johnson                           |
| Francesco Vitucci                                     | Allenatori | Fabrizio Frates                             |

| Arbitri: | Tolga Sahin (Messina) Mark Bartoli (Trieste) Evangelista Caiazza (Arzano) |

|                                                                |            |                                               |
| Adrian Banks 28 Achille Polonara 14 Ebi Ere, Linton Johnson 13 | Punti      | 25 Drake Diener 24 Caleb Green 18 Omar Thomas |
| Andrea De Nicolao 5                                            | Assist     | 9 Travis Diener                               |
| Linton Johnson, Achille Polonara 8                             | Rimbalzi   | 11 Drew Gordon                                |
| Fabrizio Frates                                                | Allenatori | Romeo Sacchetti                               |

| Arbitri: | Saverio Lanzarini (Bologna) Dino Seghetti (Livorno) Denis Quarta (Torino) |

|                                              |            |                                             |
| Delroy James 27 Jerome Dyson 18 Ron Lewis 17 | Punti      | 24 Keydren Clark 15 Ebi Ere 10 Adrian Banks |
| Jerome Dyson 4                               | Assist     | 2 Ebi Ere, Keydren Clark                    |
| Delroy James 11                              | Rimbalzi   | 8 Linton Johnson                            |
| Piero Bucchi                                 | Allenatori | Stefano Bizzozi                             |

| Arbitri: | Enrico Sabetta (Termoli) Alessandro Vicino (Argelato) Nicola Ranaudo |

|                                                        |            |                                                                          |
| Andrea De Nicolao 13 Adrian Banks, Achille Polonara 11 | Punti      | 16 Dimitri Lauwers 15 Daniele Cinciarini 11 Valerio Mazzola, Jamie Skeen |
| Adrian Banks 5                                         | Assist     | 4 Daniele Cinciarini                                                     |
| Andrea De Nicolao, Linton Johnson 5                    | Rimbalzi   | 10 Valerio Mazzola                                                       |
| Stefano Bizzozi                                        | Allenatori | Carlo Recalcati                                                          |

| Arbitri: | Saverio Lanzarini (Bologna) Massimiliano Filippini (San Lazzaro di Savena) Guido Federico Di Francesco (Termoli) |

|                                |            |                               |
| Petty 21 Anosike 19 Johnson 14 | Punti      | 25 Banks 15 Ere 14 De Nicolao |
| Petty 4                        | Assist     | 2 Banks, Ere, Clark           |
| Anosike 12                     | Rimbalzi   | 9 Johnson                     |
| Sandro Dell'Agnello            | Allenatori | Stefano Bizzozi               |

| Arbitri: | Guerrino Cerebuch (Trieste) Luca Weidmann (Campobasso) Denny Borgioni (Roma) |

|                                                          |            |                                                      |
| Achille Polonara 21 Adrian Banks 18 Andrea De Nicolao 12 | Punti      | 18 Brad Wanamaker 15 Kyle Gibson 12 Deron Washington |
| Andrea De Nicolao 6                                      | Assist     | 4 Brad Wanamaker                                     |
| Adrian Banks 8                                           | Rimbalzi   | 8 Deron Washington                                   |
| Stefano Bizzozi                                          | Allenatori | Paolo Moretti                                        |

| Arbitri: | Enrico Sabetta (Termoli) Gianluca Sardella (Rimini) Emanuele Aronne (Viterbo) |

|                                                     |            |                                            |
| Pietro Aradori 25 Joe Ragland 16 Stefano Gentile 11 | Punti      | 17 Adrian Banks 16 Ebi Ere 12 Marko Šćekić |
| Joe Ragland 5                                       | Assist     | 5 Adrian Banks                             |
| Pietro Aradori 5                                    | Rimbalzi   | 10 Marko Šćekić                            |
| Stefano Sacripanti                                  | Allenatori | Stefano Bizzozi                            |

| Arbitri: | Roberto Begnis (Crema) Roberto Chiari (Ponzano Veneto) Dario Morelli (Brindisi) |

|                                          |            |                                               |
| Adrian Banks 22 Dušan Šakota, Ebi Ere 11 | Punti      | 17 Jeff Brooks 10 Chris Roberts, Tony Easley  |
| Ebi Ere 4                                | Assist     | 3 Marco Mordente, Chris Roberts, Ronald Moore |
| Ebi Ere 8                                | Rimbalzi   | 12 Jeff Brooks                                |
| Stefano Bizzozi                          | Allenatori | Emanuele Molin                                |

| Arbitri: | Alessandro Martolini (Roma) Fabrizio Paglialunga (Taranto) Guido Federico Di Francesco (Termoli) |

|                                            |            |                                                          |
| Dwight Hardy 18 Ndudi Ebi 17 Matt Walsh 15 | Punti      | 24 Adrian Banks 12 Andrea De Nicolao 10 Achille Polonara |
| Matt Walsh 5                               | Assist     | 3 Ebi Ere                                                |
| Ndudi Ebi 10                               | Rimbalzi   | 7 Andrea De Nicolao                                      |
| Giorgio Valli                              | Allenatori | Stefano Bizzozi                                          |

| Arbitri: | Enrico Sabetta (Termoli) Luca Weidmann (Campobasso) Denny Borgioni (Roma) |

|                                                         |            |                                                 |
| Adrian Banks 18 Andrea De Nicolao 16 Terrell Stoglin 13 | Punti      | 20 Jason Rich 17 Jarrius Jackson 14 Brian Chase |
| Andrea De Nicolao 5                                     | Assist     | 3 Jarrius Jackson                               |
| Linton Johnson 13                                       | Rimbalzi   | 8 Jason Rich                                    |
| Stefano Bizzozi                                         | Allenatori | Cesare Pancotto                                 |

| Arbitri: | Carmelo Paternicò (Piazza Armerina) Alessandro Vicino (Argelato) Gianluca Sardella (Rimini) |

|                                                       |            |                                                    |
| Adrian Banks, Andrea De Nicolao 14 Terrell Stoglin 12 | Punti      | 18 Othello Hunter 16 Marquez Haynes 11 Josh Carter |
| Terrell Stoglin 5                                     | Assist     | 10 Marquez Haynes                                  |
| Achille Polonara 13                                   | Rimbalzi   | 10 Othello Hunter                                  |
| Stefano Bizzozi                                       | Allenatori | Marco Crespi                                       |

| Arbitri: | Gianluca Mattioli (Pesaro) Manuel Mazzoni (Grosseto) Denis Quarta (Torino) |

|                                                   |            |                                                                   |
| Trevor Mbakwe 22 Jimmy Baron 16 Quinton Hosley 15 | Punti      | 16 Ebi Ere, Andrea De Nicolao 13 Achille Polonara, Linton Johnson |
| Phil Goss 5                                       | Assist     | 4 Andrea De Nicolao                                               |
| Trevor Mbakwe 7                                   | Rimbalzi   | 9 Linton Johnson                                                  |
| Luca Dalmonte                                     | Allenatori | Stefano Bizzozi                                                   |

### Eurolega

#### Qualifying Round
Il torneo di qualificazione si è giocato dal 1° al 4 ottobre 2013 a Vilnius ed è stato vinto dai padroni di casa del Lietuvos Rytas.
|   | Squadra       | Risultato |
| - | ------------- | --------- |
| 1 | Pall. Varese  | 74        |
| 4 | EWE Oldenburg | 79        |

| Arbitri: | Saša Pukl Luís Lopes Serhij Zaščuk |

|                                     |          |                                           |
| A. Polonara18 K. Clark 15 E. Ere 14 | Punti    | 18 J. Jenkins 15 C. Kramer 15 R. Paulding |
| K. Clark 3                          | Assist   | 5 C. Kramer, D. Joyce                     |
| M. Šćekić 8                         | Rimbalzi | 8 A. Crosariol                            |

### EuroCup

#### Regular Season
|    | Classifica Gruppo C                | P.ti | G  | V | P | PF  | PS  | DP   |
| -- | ---------------------------------- | ---- | -- | - | - | --- | --- | ---- |
| 1. | Valencia Basket ClubUnion Olimpija | 14   | 10 | 7 | 3 | 743 | 698 | +45  |
| 2. | Ratiopharm Ulm                     | 14   | 10 | 7 | 3 | 761 | 745 | +16  |
| 3. | Valencia                           | 12   | 10 | 6 | 4 | 875 | 721 | +154 |
| 4. | Paris-Levallois                    | 8    | 10 | 4 | 6 | 687 | 733 | -46  |
| 5. | ASVEL                              | 8    | 10 | 4 | 6 | 706 | 794 | -88  |
| 6. | Pall. Varese                       | 4    | 10 | 2 | 8 | 730 | 811 | -81  |

| OLI   | ULM   | VAL   | VAR   | ASVEL | PAL   |
| ----- | ----- | ----- | ----- | ----- | ----- |
|       | 74-61 | 67-64 | 67-59 | 86-48 | 74-66 |
| 83-80 |       | 92-84 | 75-86 | 86-80 | 56-48 |
| 91-93 | 88-74 |       | 98-64 | 97-90 | 98-52 |
| 82-83 | 77-78 | 62-94 |       | 78-85 | 77-71 |
| 64-56 | 60-78 | 79-76 | 83-80 |       | 72-74 |
| 80-63 | 68-76 | 68-85 | 77-65 | 83-65 |       |

| Arbitri: | Emilio Pérez Pizarro Miguel Ángel Pérez Niz Moritz Reiter |

|                                                      |            |                                                    |
| Sasu Salin 16 Deividas Gailius 14 Dragiša Drobnjak 9 | Punti      | 12 Keydren Clark 11 Aubrey Coleman 10 Marko Šćekić |
| Deividas Gailius 5                                   | Assist     | 4 Andrea De Nicolao                                |
| Deividas Gailius 11                                  | Rimbalzi   | 9 Franklin Hassell                                 |
| Aleš Pipan                                           | Allenatori | Fabrizio Frates                                    |

| Arbitri: | Boris Ryzhyk Antonio Conde Milija Vojinovic |

|                                             |            |                                                         |
| Keydren Clark 21 Aubrey Coleman, Ebi Ere 13 | Punti      | 15 Aloysius Anagonye 13 Giovan Oniangue 12 Nicolas Lang |
| Ebi Ere 5                                   | Assist     | 8 Daniel Ewing                                          |
| Franklin Hassell 11                         | Rimbalzi   | 8 Giovan Oniangue                                       |
| Fabrizio Frates                             | Allenatori | Gregor Beugnot                                          |

| Arbitri: | Srđan Dožai Murat Biricik Sasa Maricic |

|                                                        |            |                                                   |
| Aubrey Coleman 23 Keydren Clark 16 Franklin Hassell 12 | Punti      | 15 Edwin Jackson 12 Amara Sy 11 Uche Nsonwu-Amadi |
| Keydren Clark 4                                        | Assist     | 6 Edwin Jackson                                   |
| Franklin Hassell 11                                    | Rimbalzi   | 7 Uche Nsonwu-Amadi                               |
| Fabrizio Frates                                        | Allenatori | Pierre Vincent                                    |

| Arbitri: | Robert Lottermoser Jakub Zamojski Tomislav Vovk |

|                                                                         |            |                                                       |
| Justin Doellman 26 Pablo Aguilar 16 Oliver Lafayette, Sam Van Rossom 13 | Punti      | 14 Aubrey Coleman 11 Franklin Hassell 9 Keydren Clark |
| Sam Van Rossom 7                                                        | Assist     | 4 Keydren Clark                                       |
| Justin Doellman, Serhij Liščuk 6                                        | Rimbalzi   | 9 Franklin Hassell                                    |
| Velimir Perasović                                                       | Allenatori | Fabrizio Frates                                       |

| Arbitri: | Juan Carlos Arteaga Petros Papapetrou Mario Majkic |

|                                |            |                            |
| Šćekić 14 Clark 13 Polonara 12 | Punti      | 21 Long 17 Clyburn 10 Sosa |
| Ere 6                          | Assist     | 2 Clyburn, Long , Sosa     |
| Ere 8                          | Rimbalzi   | 10 Plaisted                |
| Fabrizio Frates                | Allenatori | Thorsten Leibenath         |

| Arbitri: | Juan Carlos García González Zdravko Rutešić Benjamín Jiménez |

|                                               |            |                                                       |
| Keydren Clark 23 Ebi Ere 22 Aubrey Coleman 14 | Punti      | 31 Deividas Gailius 15 Alen Omić 9 Nebojša Joksimovič |
| Ebi Ere 4                                     | Assist     | 5 Nebojša Joksimovič                                  |
| Andrea De Nicolao, Ebi Ere 8                  | Rimbalzi   | 10 Deividas Gailius                                   |
| Fabrizio Frates                               | Allenatori | Aleš Pipan                                            |

| Arbitri: | Chrīstos Christodoulou Emilio Pérez Pizarro Carlos Cortés |

|                                                    |            |                                                 |
| Andrew Albicy 15 Jawad Williams 14 Maleye Ndoye 13 | Punti      | 18 Keydren Clark 15 Achille Polonara 13 Ebi Ere |
| Daniel Ewing 5                                     | Assist     | 4 Keydren Clark                                 |
| Jawad Williams, Landing Sané 8                     | Rimbalzi   | 8 Ebi Ere                                       |
| Gregor Beugnot                                     | Allenatori | Fabrizio Frates                                 |

| Arbitri: | Milivoje Jovčić Gentian Cici Ilya Putenko |

|                                                   |            |                                                    |
| Edwin Jackson 18 Uche Nsonwu-Amadi 15 Amara Sy 14 | Punti      | Franklin Hassell, Adrian Banks 15 Keydren Clark 12 |
| Chris Wright 5                                    | Assist     | 3 Keydren Clark                                    |
| Uche Nsonwu-Amadi 7                               | Rimbalzi   | 8 Franklin Hassell                                 |
| Pierre Vincent                                    | Allenatori | Fabrizio Frates                                    |

| Arbitri: | Grzegorz Ziemblicki Miroslav Tomov Saso Petek |

|                                                     |            |                                                    |
| Franklin Hassell 14 Adrian Banks 13 Dušan Šakota 10 | Punti      | 23 Pau Ribas 20 Bojan Dubljević 16 Justin Doellman |
| Keydren Clark 4                                     | Assist     | 6 Sam Van Rossom                                   |
| Franklin Hassell, François Affia Ambadiang 5        | Rimbalzi   | 8 Bojan Dubljević                                  |
| Fabrizio Frates                                     | Allenatori | Velimir Perasović                                  |

| Arbitri: | Andrej Jersan Arnis Ozols Aleksandar Glišić |

|                                               |            |                                            |
| Trent Plaisted 16 Matt Howard 13 Édgar Sosa 9 | Punti      | 18 Dušan Šakota 17 Adrian Banks 14 Ebi Ere |
| Édgar Sosa 12                                 | Assist     | 6 Andrea De Nicolao                        |
| Trent Plaisted 11                             | Rimbalzi   | 5 Franklin Hassell, Marko Šćekić           |
| Thorsten Leibenhath                           | Allenatori | Stefano Bizzozi                            |

### Supercoppa italiana
La Supercoppa italiana si è svolta l'8 ottobre 2013 al PalaEstra di Siena ed ha visto la vittoria, per la settima volta, della Mens Sana Siena.
| Arbitri: | Filippini (San Lazzaro di Savena) Lo Guzzo (Pisa) Baldini (Firenze) |

| |            | |
| J. Carter 18 T. Ress 14 D. Hackett, E. Green 14                                                                                           | Punti      | 23 A. Coleman 17 A. Polonara 11 F. Hassell                                                                                         |
| D. Hackett 10 | Assist     | 2 K. Clark, F. Hassell |
| D. Hackett 6 | Rimbalzi   | 7 A. Coleman, A. Polonara |
| 11 Carter· 16 Ortner· 17 Spencer· 23 Hackett· 32 E. Green 4 Viggiano· 6 O. Hunter· 7 Cournooh· 10 Rochestie· 14 Ress· 22 Udom· 24 English | Formazioni | 6 Coleman· 8 Clark· 21 Hassell· 25 Ebi· 33 Polonara 4 Šćekić· 5 Šakota· 7 Rush· 10 De Niccolao· 13 Ambrosini· 14 Balanzoni· 17 Mei |
| Marco Crespi | Allenatori | Fabrizio Frates |